# 帕累托指数
帕累托指数得名于意大利经济学家和社会学家帕累托。在经济学中，它测量了收入或财富分布的宽度，是帕累托分布的一个参数，反映了帕累托法则（20/80法则）。当应用于收入分布时，帕累托法则有时被通俗地表述为：20%的人占有80%的收入。事实上，帕累托在其《政治经济学教程》一书中列举的英国收入税数据表明，大约20%的人口拥有大约80%的收入。
在用于收入分配模型时，对帕累托分布的一种最简单的表示是，收入x超过某一正数xm（x>xm）的人口比例为：
{\displaystyle \left({\frac {x_{\mathrm {m} }}{x}}\right)^{\alpha }}
其中，xm是这一正数，即这一概率分布的积分下界（m表示minimum）。帕累托指数就是参数α。由于人口比例必须介于0与1之间（包括0和1），参数α必须大于1。帕累托指数越大，极高收入人群的比例就越小。（当α=log(5)/log(4)≈1.16时，80/20定律严格成立；如果α=log(0.3)/log(3/7)≈1.42，则70/30定律成立。）
在数学上，上述公式要求所有收入至少达到正数的下界xm。在这一收入上，概率密度突然从0跃升，然后开始下降。这明显是不符合现实的。因此，经济学家有时认为帕累托法则只适用于收入分布中表示较高收入的尾部。